# Ткачество майя
Ткачество занимало важную роль в обществе мезоамериканской цивилизации майя и продолжает существовать у современных майя. Древнее ткачество было достаточно хорошо развито для региона и представлено традиционной майяской одеждой, различной у мужчин и женщин, жрецов и вождей и т. п.; циновками, которые майя активно использовали, также плетением верёвок и корзин, созданием мозаик из перьев.
Ни одного древнего произведения ткачества майя не сохранилось, однако археологи сумели обнаружить различные предметы, относящиеся к его созданию, а также скульптурные изображения, рисунки на керамике и в кодексах.
Майя умели шить манту — лучшую ткань в регионе. Она была популярным товаром в майяской торговле. Широко ткаческие товары были представлены на огромных рынках майя в Шикаланго.

## Характеристика

### Культурная составляющая
Покровительницей ткачей у майя была Иш-Чель-Як, дочь богини Луны, отвечавшей за деторождение.
Ткачеством у майя занимались исключительно женщины. Из-за того, что они были практически постоянно беременны, эти два явления — ткачество и беременность — мысленно объединялись у майя. В отличие от тех же инков, у майя ткачество было светским занятием, а ткачихи — простыми людьми.
Майяские ткачихи изготовляли одежду — уипили для женщин и набедренные повязки для мужчин. Образцы этой одежды не сохранились, известны только изображения на фресках, керамике и в скульптуре.

### Процесс ткачества
Майяское веретено напоминало палку, а его длина была от 25 до 30 см, на нём располагался керамический блок противовеса (8 см от конца веретена). Также к веретену прилагалось керамическое блюдо. Описанные выше керамические элементы — всё, что осталось от ткачества майя. Древние майя ткали на поясных ручных ткацких станках, современные ткачи и ткачихи нередко используют станки с ножным приводом.
Перед началом ткачества нити окрашивали.
Краски толкли в каменных ступках и хранили в особых мешочках. Для того, чтобы красители закреплялись на ткани, были необходимы специальные вещества, в том числе моча. Красильщики, работавшие в чанах с мочой, ненавидели свою работу, так как от них всегда дурно пахло. Однако с развитием торговли на огромные майяские рынки в Шикаланго прибыли квасцы, облегчившие работу мастеров майя.
Поясной ткацкий станок майя имел стандартную для Мезоамерики конструкцию: горизонтальная рейка прикреплялась к столбу или дереву, к шунче — нижней деревянной планке — была привязана основа. Толстая конопляная верёвка тянулась к пояснице ткачихи.

### Разнообразие тканей и цветов
Майя активно выращивали хлопок двух видов: однолетний, который сеяли ежегодно и многолетний — сорт древесного хлопка Gossypium herbaceum. Второй плодоносил до 5—6 лет.
Растительные и минеральные красители имели символическое значения для майя:
- Чёрный — цвет обсидиана и изготовляемых из него копий и наконечников стрел, символ войны. Краситель создавали из угля;
- Жёлтый — цвет спелой кукурузы, символ пищи. Краситель делали из водных окислов железа;
- Красный — символизировал кровь. Источников было несколько — красные окислы железа, растение ачиоте, бразильское дерево. Краситель кармин получали из кошенили (по-майяски мукай). Молодые юноши сгоняли их на кактусы, чтобы получить материал для красителя;
- Синий — символ жертвоприношения. Фирменный майяский оттенок синего можно заметить на росписях в Бонампаке. Изготовлен он был из хроможелезистой глины;
- Тёмно-пурпурный — ценнейший краситель, получаемый из моллюска Puppura patula.

Разнообразие тканей и узоров было велико — использовались как местные ткани, так из мексиканские из кролика; с мозаикой из перьев; плотные хлопчатые ткани, пропитанные соляным раствором, из которых делали доспехи.
С испанским нашествием традиционное ткацкое искусство майя угасло. Среди майя наиболее хорошо сохранили ткаческие традиции народы какчикель и киче.
У майя широко была распространена ткань манта, однако её образцы не сохранились. Производили её из хлопка в период с 1000 г. до н. э. по 1670 г. н. э., она встречалась она на всех рынках майя и была популярным товаром.

## Изготовление одежды
Из уже упомянутой ткани манта изготовляли как уже упомянутые уипилли — женскую одежду, так и набедренные повязки для мужчин, особые жреческие и лидерские одеяния, ткани для украшения идолов, портьеры для храмовых дверей, а также те самые доспехи.

## Мозаики из перьев
Искусство мозаики из перьев было распространено у майя. Археологами было обнаружено в достаточном количестве только инкская мозаика, ацтетской — всего два образца, а вот от искусства майя не осталось ни одной мозаики.

### Разнообразие пород
Известно, что в обществе майя были амантека — ткачихи, которые создавали эти самые мозаики. Хотя существовал центральный птичник, где разводили экзотические породы, необходимости во множестве подобных заведений не было, так как птицы с яркой расцветкой перьев водились в изобилии.
Стоит отметить ключевые породы региона:
Юкатан
- Момоты (тох) — птицы с переливчатым хвостовым оперением.
- Голубые сойки (паап) — стайные птицы, давали оперение синих оттенков.
- Перепела — давали весьма скромный спектр.
- Дятлы
- Фазаны
- Гокко — птицы с жёлтым хохолком, из их иссиня-чёрные перьев делали одеяния самых богатых жрецов.
- Дикая индейка — её перья шли на обряды майя.

Побережье
- Утки
- Белые цапли
- Выпи

Тропические регионы (Петен)
- Туканы
- Попугаи
- Трогоны

Горные леса (Гватемала)
- Попугаи — длиннохвостые зелёные, а также красные.
- Кетцаль — легендарная птица майя, размером с зобастого голубя, в хвосте имеет два золотисто-зелёных пера. Обитает она обычно на высоте 1,2 км над уровнем моря и более. Майя строго карали всех, кто осмеливался убить птицу.

### Поимка птиц и техника изготовления
Ловили птиц с помощью птичьего клея или духовых трубок — цонче. Из трубок стреляли глиняными шариками и это позволяло поймать сколь угодно большую птицу. Оба вышеописанных способа позволяли ловить птиц живыми. Автор многих работ на тему майя, учёный, путешественник и исследователь, Виктор фон Хаген, сам попытался поймать птицу кетцал. Ему это удалось, а впоследствии он её изучил и запечатлел на фото.
Мозаики из перьев создавались на ткацком станке. Для начала ткачиха подготавливала станок и раскладывала перья в форме необходимого узора. В ходе процесса ствол пера привязывался к основе и утоку ткани.
В обществе майя были довольно популярны перьевые мозаики. Они висели сзади и спереди мужской набедренной повязки. Шлемы вождей и жрецов украшались перьями птицы кетцаль — теми самыми особенными — золотисто-зелёными. Кроме того, перья служили материалом для актёрских вееров, а также крупных опахал для знати, которыми слуги отгоняли насекомых и обдували аристократов прохладным воздухом. Пример опахал можно заметить на фресках Бонампака. На празднике Шуль храмы получали по 5 знамён от лучших мастеров. Воинские доспехи и щиты также украшались перьями.
У Диего де Ланды можно встретить описание женщины в платье из перьев, а также правителя в шиколес — хлопчатой куртке, украшенной перьевыми мозаиками.

## Плетение циновок
Сплетённую из травы циновку майя называли поп. Она была символом власти у майя и ацтеков. Хольпоп, или холпоп (рус. сидящий на циновке) — так называли представителя правящего класса, так как он в особой позе сидел на циновке. Также слово поп обозначает трон и является первым месяцем года.
В майяском обществе у циновок было множество предназначений. Простые майя покрывали ею пол. Тарелка с пищей ставилась на циновку. Также её использовал в качестве матраса. Изображение циновок можно заметить на росписях храма в Тикале (700 г. н. э.). Подобные изображения можно заметить на стеле J в Копане, либо на стеле H в Киригуа, также в Чичен-Ице.
Изготовление циновок занимались как мужчины, так и женщины. Ланда упомянул, что это повседневное занятие майя, и что изготовляют циновки в основном из разных видов ивы. Ни одного экземпляра не сохранилось.

## Плетение корзин
Плетение корзин у майя было широко развитым ремеслом. Существовало четыре вида корзин, но ни один экземпляр не сохранился и охарактеризовать эти виды по отдельности не представляется возможным. Единственный источник сведений о плетении корзин у майя — настенные рисунки, керамика и скульптура. В качестве материалов майя использовали тростник, камыш, осоку, траву и лозу. Свои корзины майя раскрашивали. Как видно по рисункам, способов плетения корзин было несколько — одни были связаны диагонально, а на других был рисунок из ступенчатых прямоугольников и небольших квадратов. О внешнем виде корзин в американских регионах можно судить по корзинам инков, обнаруженных в песках Перу. Технология плетения корзин практически не развивалась. Скажем, иракские корзины эпохи неолита (5000 г. до н. э.) практически идентичны американским.

## Изготовление верёвок
Так как майя достигли больших успехов в строительстве и мореплавании, им были необходимы качественные верёвки.
Свои верёвки майя плели из плотных волокон растения хенекен (пенька). Это растение принадлежит к агавам из семейства амариллисовых, а его листья колючие и мясистые. Агавы были широко распространены в Мезоамерике и майя знали 317 рецептов их использования — это могли быть как сандалии, так и тетивы для луков или лески для рыболовства. Верёвки из агавы использовались как снасти для парусов, также они помогали в строительстве храмов.
Ни самих верёвок, ни даже их изображений не сохранилось, так как майя не считали нужным описывать свой быт.